# ママが泣いた日
『ママが泣いた日』(ママがないたひ、The Upside of Anger)は2005年のアメリカ合衆国のロマンティック・コメディ映画。
監督はマイク・バインダー、出演はジョアン・アレンとケビン・コスナーなど。
夫の突然の失踪を期に情緒不安定となった母親と、その4人の娘たち、隣人の元野球選手の男の姿をユーモラスに描いている。
監督と脚本のマイク・バインダーは俳優としても活動しており今作にも出演している。
日本では2006年6月3日よりアミューズCQN他全国順次公開。

## ストーリー
ウルフマイヤー家の家長グレイが財布を持って理由もさよならも告げずに失踪する。妻のテリー・アンは、スウェーデン人の秘書と不倫し駆け落ちしたのだと思いこむ。テリーはアル中となり、娘たちに当たるようになる。そんな折、夫の友人である元野球選手のデニーが土地の開発のことで訪れる。

## キャスト
- テリー・アン・ウルフマイヤー: ジョアン・アレン
- デニー・デーヴィス: ケビン・コスナー
- アンディ・ウルフマイヤー: エリカ・クリステンセン
- ポパイ・ウルフマイヤー: エヴァン・レイチェル・ウッド
- エミリー・ウルフマイヤー: ケリ・ラッセル
- ハドリー・ウルフマイヤー: アリシア・ウィット
- シェプ: マイク・バインダー（英語版）

## 作品の評価

### 映画批評家によるレビュー
Rotten Tomatoesによれば、批評家の一致した見解は「ジョアン・アレンとケビン・コスナーが素晴らしい演技を見せている、大人向けのコメディ・ドラマ。」であり、185件の評論のうち高評価は75%にあたる138件で、平均点は10点満点中6.8点となっている。
Metacriticによれば、36件の評論のうち、高評価は23件、賛否混在は10件、低評価は3件で、平均点は100点満点中63点となっている。

### 受賞歴
- 第18回シカゴ映画批評家協会賞（英語版） 主演女優賞 ジョアン・アレン
- 第4回サンフランシスコ映画批評家協会賞 助演男優賞 ケビン・コスナー